# Shure
La Shure Incorporated è un'azienda statunitense, leader nella produzione di microfoni professionali per performance live.
Fondata nel 1925 a Chicago da Sidney N. Shure come ditta di distribuzione e rivendita di kit audio per le radio, cominciò a progettare e rivendere i prodotti con il proprio marchio nel 1931.
Negli anni sessanta iniziò ad essere importata in Italia dalla Prod-El di Milano.